# عولمة بيئية
تشير العولمة البيئية إلى الممارسات والقوانين المنسقة دوليًا (غالبًا في شكل معاهدات دولية) فيما يتعلق بحماية البيئة. تعد سلسلة معاهدات الاتفاق الدولي للأخشاب الاستوائية (عام 1983، وعام 1994، وعام 2006) من الأمثلة على العولمة البيئية، وأنشأت بدورها المنظمة الدولية للأخشاب الاستوائية وعملت على تعزيز الإدارة المستدامة للغابات الاستوائية. تدعم المنظمات غير الحكومية وحكومات البلدان المتقدمة العولمة البيئية، بينما تعارضها حكومات البلدان النامية التي ترى أن المبادرات المؤيدة للبيئة تعرقل تنميتها الاقتصادية.

## التعاريف والخصائص
عرّفها كارل إس زيمرير بأنها «الدور المتزايد لمؤسسات الإدارة المنظَّمة عالميًا، وأنظمة المعرفة والرصد، والاستراتيجيات المنسقة التي تهدف إلى معالجة مسائل الموارد والطاقة والحفاظ عليها». عرفها آلان غرينغر بدوره على أنها «زيادة التوحيد المكاني والرضا في ممارسات الإدارة البيئية العادية». أشار ستيفن ييرلي إلى هذا المفهوم على أنه «عولمة الشواغل البيئية». كما استشهد غرينغر بدراسة أجراها كلارك (عام 2000)، وكانت التي أشار إليها معالجة مبكرة للمفهوم، وميزت ثلاثة جوانب للعولمة البيئية: «التدفقات العالمية للطاقة، والمواد والكائنات الحية، وصياغة عالمية للأفكار حول البيئة العالمية وقبولها، والحوكمة البيئية» (شبكة متنامية من المؤسسات المعنية بالبيئة العالمية).
ترتبط العولمة البيئية بالعولمة الاقتصادية، إذ أن التنمية الاقتصادية على نطاق عالمي لها تأثيرات بيئية على هذا النطاق، وهو ما يثير قلق العديد من المنظمات والأفراد. لا ينبغي الخلط بين تأثيرات العولمة الاقتصادية على البيئة ومفهوم العولمة البيئية. تتعارض العولمة البيئية في بعض النواحي بشكل مباشر مع العولمة الاقتصادية، لا سيما عندما توصف الأخيرة بأنها مشجعة للتجارة، والأولى على أنها تعزز المبادرات المناصرة للبيئة التي تشكل عائقًا أمام التجارة، ولهذا السبب، قد يعارض الناشط البيئي العولمة الاقتصادية، لكنه يدافع عن العولمة البيئية.

## لمحة تاريخية
ناقش غرينغر في العولمة البيئية في سياق الاتفاقات الدولية بشأن المبادرات المؤيدة للبيئة. خلص إلى أنه يمكن العثور على بوادر العولمة البيئية الحديثة في الحراجة العلمية في الحقبة الاستعمارية (البحث في كيفية إنشاء الغابات واستعادتها). تشمل المبادرات الحديثة التي تساهم في العولمة البيئية، مؤتمر الأمم المتحدة المعني بالبيئة البشرية لعام 1972، والذي جاء تلبية لمتطلبات البنك الدولي في ثمانينيات القرن العشرين، والتي تحتاجها مشاريع التنمية لحماية الشعوب الأصلية والحفاظ على التنوع البيولوجي. تشمل الأمثلة الأخرى لمثل هذه المبادرات معاهدات مثل سلسلة المعاهدات الدولية للأخشاب الاستوائية للأعوام (1983، و1994، و2006).
تعدّ العولمة البيئية ظاهرة حديثة، وبدأت جديًا فقط في النصف الثاني من القرن العشرين، على عكس الأشكال الرئيسية الأخرى للعولمة، كالاقتصادية والسياسية والثقافية، والتي كانت قوية بالفعل في القرن التاسع عشر. يذكر ستيفن ييرلي أن الحركة البيئية في ذلك الوقت تقريبًا- أي النصف الثاني من القرن العشرين- بدأت في التنظيم على المستوى الدولي، مع التركيز على البعد العالمي للقضايا (احتُفل بيوم الأرض الأول في عام 1970).

## المؤيدين والمعارضين
تُدعم العولمة البيئية (على شكل المبادرات الدولية المؤيدة للبيئة)- وفقًا لغرينغر- عادةً من قبل العديد  من المنظمات غير الحكومية وحكومات البلدان المتقدمة، وتعارضها حكومات البلدان النامية (مجموعة الـ77)، والتي ترى أن المبادرات المؤيدة للبيئة تعرقل تنميتها الاقتصادية. تتخذ المقاومة الحكومية للعولمة البيئية شكلًا أو غموضًا في السياسات (يتجلى في الدول التي توقع على المعاهدات الدولية المؤيدة للبيئة وتصدر قوانين محلية مؤيدة للبيئة، ولكنها لا تساهم في إنفاذها بعد ذلك)، والمقاومة الجماعية في المؤتمرات مثل الأمم المتحدة، للمشاريع التي من شأنها أن تقدم لوائح أقوى أو مؤسسات جديدة لمراقبة القضايا البيئية في جميع أنحاء العالم (مثل معارضة اتفاقية حماية الغابات خلال قمة الأرض في عام 1992، والتي خُفّضت في النهاية من مجموعة ملزمة إلى مجموعة غير ملزمة من مبادئ الغابات).
انتُقدت منظمة التجارة العالمية لأنها تركز على العولمة الاقتصادية (تحرير التجارة) على حساب مشاغل حماية البيئة، والتي يُنظر إليها على أنها تعرقل التجارة. يذكر ستيفن ييرلي أنه لا ينبغي وصف منظمة التجارة العالمية بأنها «مناهضة للبيئة»، ولكن لقراراتها تأثير كبير على البيئة في جميع أنحاء العالم، وتستند في المقام الأول إلى الاهتمامات الاقتصادية، مع إعطاء الاهتمامات البيئية أهمية ثانوية.